# 里庄镇
里庄镇，原为里庄乡，是中华人民共和国四川省凉山彝族自治州冕宁县下辖的一个乡镇级行政单位。2019年12月，撤销麦地沟乡，所属行政区域划归里庄镇管辖。

## 行政区划
里庄镇下辖以下地区：
里庄村、经营村和全阁村。